# Bult
Bult là một xã, nằm ở tỉnh Vosges trong vùng Grand Est của Pháp. Xã này có diện tích 9,86 km², dân số năm 1999 là 301 người. Xã này nằm ở khu vực có độ cao trung bình 345 m trên mực nước biển.
Dân địa phương tiếng Pháp gọi là Bultois.

## Biến động dân số
| Năm | 1962 | 1968 | 1975 | 1982 | 1990 | 1999 | 2008 |
| --- | ---- | ---- | ---- | ---- | ---- | ---- | ---- |
| Dân số | 193  | 227  | 204  | 193  | 203  | 240  | 301  |
| From the year 1962 on: No double counting—residents of multiple communes (e.g. students and military personnel) are counted only once. |      |      |      |      |      |      |      |